# Сонк, Ларс
Ларс Элиел Сонк (фин. Lars Eliel Sonck; 10 августа 1870[…], Кяльвия, Вазаская губерния — 14 марта 1956[…], Хельсинки) — финский архитектор, историк архитектуры. Представитель эпохи финского национального романтизма.

## Биография
Родился 10 августа 1870 года в Кялвия, в Великом княжестве Финляндском, в семье пастора Кнута Сонка (швед. Knut Emil Sonck) и его супруги Анны-Ребеки Нордстрём швед. Anna Rebecka Nordström), происходившей из рода промышленников из Кристийнанкаупунки. В семье было девять человек детей, из которых Ларс был самым младшим. В 1878 году семья переехала в Мариехамн.
Начальное образование получил в Турку, где окончил лицей. Позднее учился в Политехническом институте в Гельсингфорсе по окончании которого в 1894 году выиграл конкурс на проектирование Михайловского собора в Або (ныне Турку).

### Творчество
В таблице ниже представлены некоторые работы Ларса Сонка.